# Palas (filha de Tritão)
Palas (em grego: Παλλάς), na mitologia grega,  era filha de Tritão. Agindo como um pai adotivo para Atena, a filha de Zeus, Tritão educou-a juntamente a sua própria filha. Durante uma luta amistosa entre as duas deusas, Atena estava para ser atingida por Palas, mas Zeus a protegeu com o aegis. Palas se distraiu, e foi ferida mortalmente por Atena. Por conta de sua tristeza e de seu arrependimento, Atena criou o paládio, uma estátua à semelhança de Palas.
Heródoto reporta um festival anual, celebrado no Lago Tritonis, na Líbia, em que virgens eram separadas em dois grupos, armadas de pedras e paus, e lutavam entre si. Aquelas que morriam neste combate eram consideradas falsas virgens. Este festival possivelmente é uma referência à luta entre Palas e Atena.